# Olympische Sommerspiele 2008/Teilnehmer (Mauritius)
| Gelbes Symbol für Goldmedaillen mit stilisierten Olympischen Ringen | Graues Symbol für Silbermedaillen mit stilisierten Olympischen Ringen | Braundes Symbol für Bronzemedaillen mit stilisierten Olympischen Ringen |
| ------------------------------------------------------------------- | --------------------------------------------------------------------- | ----------------------------------------------------------------------- |
| —                                                                   | —                                                                     | 1                                                                       |

Mauritius nahm bei den Olympischen Spielen 2008 in Peking zum siebten Mal an Olympischen Sommerspielen teil. Die Delegation umfasste elf Athleten.

## Medaillengewinner

### Bronze
| Name        | Sportart | Wettkampf     |
| ----------- | -------- | ------------- |
| Bruno Julie | Boxen    | Bantamgewicht |

## Teilnehmer nach Sportarten

### Badminton
- Karen Foo Kune
Damen, Einzel: in der 2. Runde ausgeschieden

### Boxen
- Bruno Julie (Bronze )
Herren, bis 54 kg
- Richarno Colin
Herren, bis 64 kg

### Bogenschießen
- Véronique d’Unienville
Damen, Einzel: 53. Platz

### Gewichtheben
- Ravi Bhollah
Herren, bis 94 kg

### Leichtathletik
- Stéphan Buckland
- Arnaud Casquette
- Annabelle Lascar

### Radsport
- Aurélie Halbwachs
Damen, Straßenrennen: 62. Platz

### Schwimmen
- Gael Adam
- Diane Etiennette